# Matthias Joseph Prior
Matthias Joseph Prior  (* 22. Dezember 1870 in Gelsdorf, heute Grafschaft; † 12. April 1946 in Dillingen/Saar) war ein deutscher katholischer Theologe.

## Leben
Matthias Joseph Prior wurde als Sohn des Bauunternehmers Mathias Joseph Prior und dessen Frau Agnes (geb. Pabst) am 22. Dezember 1870 in Gelsdorf geboren und am 23. Dezember 1870 in der Gelsdorfer Pfarrkirche St. Walburga getauft. Nach dem Besuch des Progymnasiums in Rheinbach in den Jahren 1887–1888 trat Prior in das Bischöfliche Konvikt in Trier ein. In Trier besuchte er von 1888 bis 1893 das Königlich-Preußische Gymnasium.
Nach dem Abitur trat Prior im Jahr 1893 in das Collegium Germanicum in Rom ein und studierte dort an der Gregoriana Philosophie und Theologie. Hier promovierte er zum Dr. phil et. theol. Am 28. Oktober 1898 wurde Prior durch Lucido Maria Kardinal Parocchi in San Ignazio in Rom zum Priester geweiht.
Seine Kaplansstelle trat er im Jahr 1899 in St. Martin in Neunkirchen an. Der Trierer Bischof Michael Felix Korum bestellte Prior am 4. Oktober 1900 zu seinem Geheimsekretär. Am 27. Oktober 1907 wurde Prior zum Pfarrer von Dillingen ernannt. Dieses Amt hatte er bis zum Jahr 1946 inne (1907–1913 Pfarrer von St. Johann, 1913–1946 Pfarrer von Hl. Sakrament).
Priors Amtsvorgänger, Pfarrer Johann Peter Hillen (1869–1907), hatte für den Neubau einer größeren Pfarrkirche für Dillingen bereits den renommierten Architekten Wilhelm Hector mit einer Entwurfszeichnung beauftragt, da im Zuge des industriellen Aufschwungs der Gemeinde die bisherige Pfarrkirche St. Johann in Dillingen für die immens angewachsene Bevölkerung zu klein geworden war.
Trotz der großen Erfahrung Hectors entzog Prior dem Architekten den Auftrag. Nach der Gründung eines Kirchbauvereins am 17. November 1907 übertrug Prior die Planungen zum Bau einer repräsentativen Kirche im Jahr 1908 dem 37-jährigen Architekten Peter Marx aus Trier.
Auch die Pläne von Peter Marx orientierten sich wie die von Hector an romanischem Formengut. Die neue Kirche am damaligen Nordrand der Stadt, der sogenannte Saardom, entstand in den Jahren 1910–1913. Am 28. Mai 1911 legte Bischof Michael Felix Korum feierlich den Grundstein. Den Stein hatte Prior extra aus den Domitilla-Katakomben in Rom besorgen lassen. Der Name Ecclesia catholica Parochiali Sacratissimi Sacramenti Dioecesis Treverensis („Katholische Pfarrkirche des allerheiligsten Sakramentes im Bistum Trier“) ist vor dem Hintergrund der damaligen eucharistischen Bewegung von Papst Pius X. zu sehen. Die ursprüngliche künstlerische Ausstattung hatte Prior ganz im Sinne des Kirchennamens thematisch auf das Sakrament der Eucharistie abgestimmt.
Am 25. April 1913 wurde der Kirchenbau durch Bischof Michael Felix Korum konsekriert. Gleichzeitig ließ Prior die ehemalige Pfarrkirche St. Johann sanieren und zur Friedhofskapelle Dillingens umwidmen. Am 29. Oktober 1930 wurde Prior zum Definitor des Dekanates Dillingens ernannt, am 27. Oktober 1932 feierte er sein Silbernes Ortsjubiläum in Dillingen.

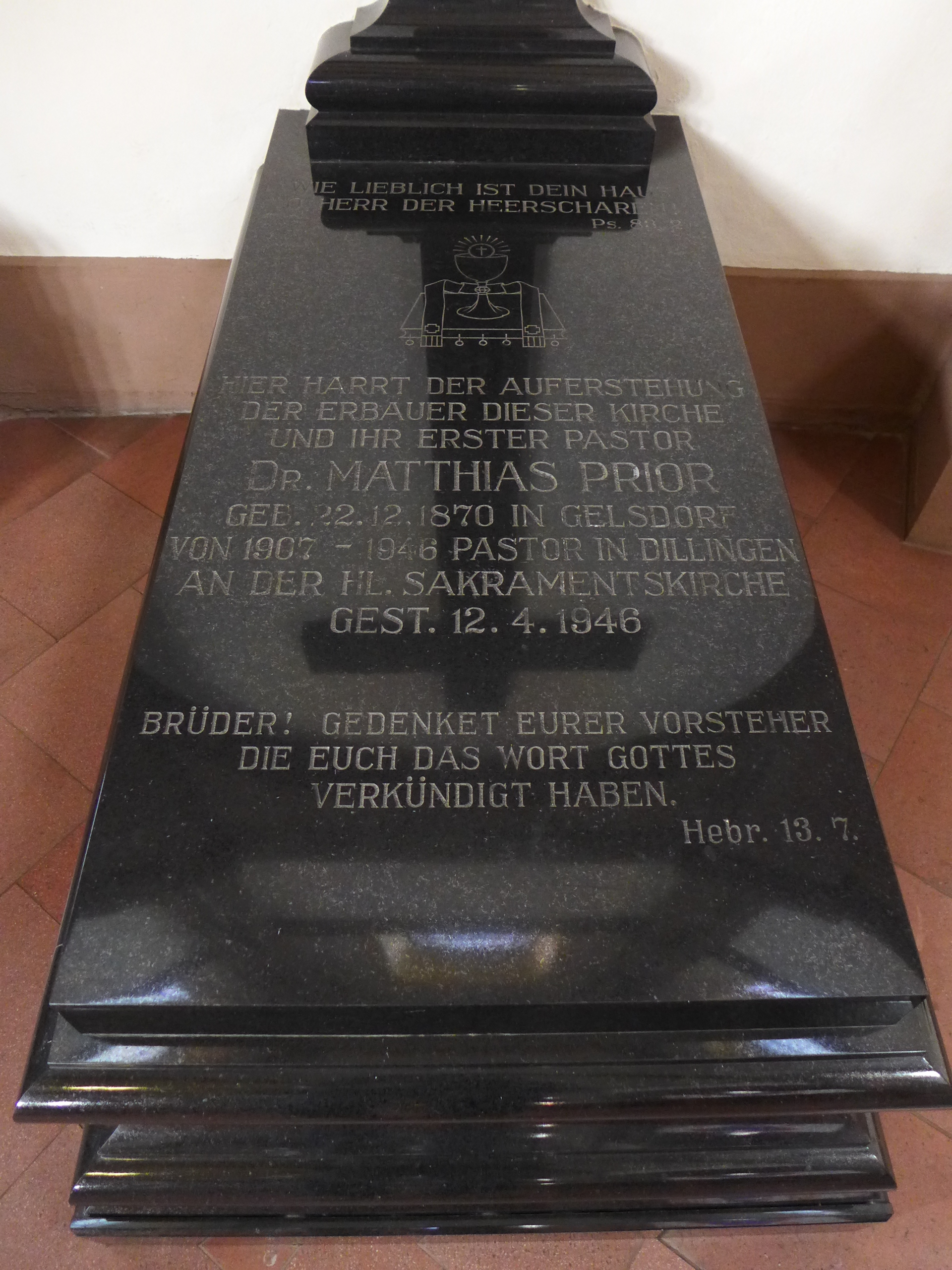
Grablege von Matthias Prior im westlichen Querhaus des Saardomes

Bei der ersten Evakuierung Dillingens 1939/40 in Folge des Zweiten Weltkrieges zog Prior zu seinem Bruder Joseph nach Kaisersesch. Im Kriegswinter 1944/45 erkrankte er schwer und musste sich im Februar 1945 einer Operation im Dillinger Krankenhaus unterziehen. Seit November 1944 lag er krankheitsbedingt im St. Nikolaus-Hospital in Wallerfangen. Infolge der Invasion der Alliierten am 6. Juni 1944 in Nordfrankreich schob sich die Front ab Mitte November von Westen her gegen Dillingen und es kam zu schweren Zerstörungen in der Gemeinde, wovon auch der Saardom stark betroffen war. Daraufhin wurde am 20. November 1944 eine zweite Evakuierung der Bevölkerung angeordnet, die mit Beginn des Monats Dezember 1944 durchgeführt wurde. Bei dieser zweiten Evakuierung wurde Prior nach Hermeskeil im Hunsrück verbracht. Am 25. Januar 1946 wurde er zur Behandlung ins St. Nikolaus-Hospital in Wallerfangen transportiert, wo er am 31. Januar 1946 auf die Pfarrei Dillingen verzichtete.
Nach seinem Tod am 12. April 1946 in Dillingen wurde er auf seinen Wunsch hin am 16. April 1946 im Saardom bestattet. Eine Bestattung im Eingangsbereich der Kirche, wie Prior es gewünscht hatte, konnte aufgrund der massiven Turmfundamente nicht erfolgen. Deshalb bestattete man Prior im linken Querschiff. Im Jahr 1950 wurde über dem Grab Priors eine auf den Altar ausgerichtete Tumba mit hohem Wandkreuz aus schwarzem Granit errichtet.

## Ehrungen
Die am Saardom vorbeiführende Dr.-Prior-Straße (vormals seit 1925 Pfarrstraße, seit 1933 Blücherstraße, seit 1945 Pfarrstraße) in Dillingen wurde im Jahr 1949 ihm zu Ehren benannt.